# Villafranco del Guadalhorce

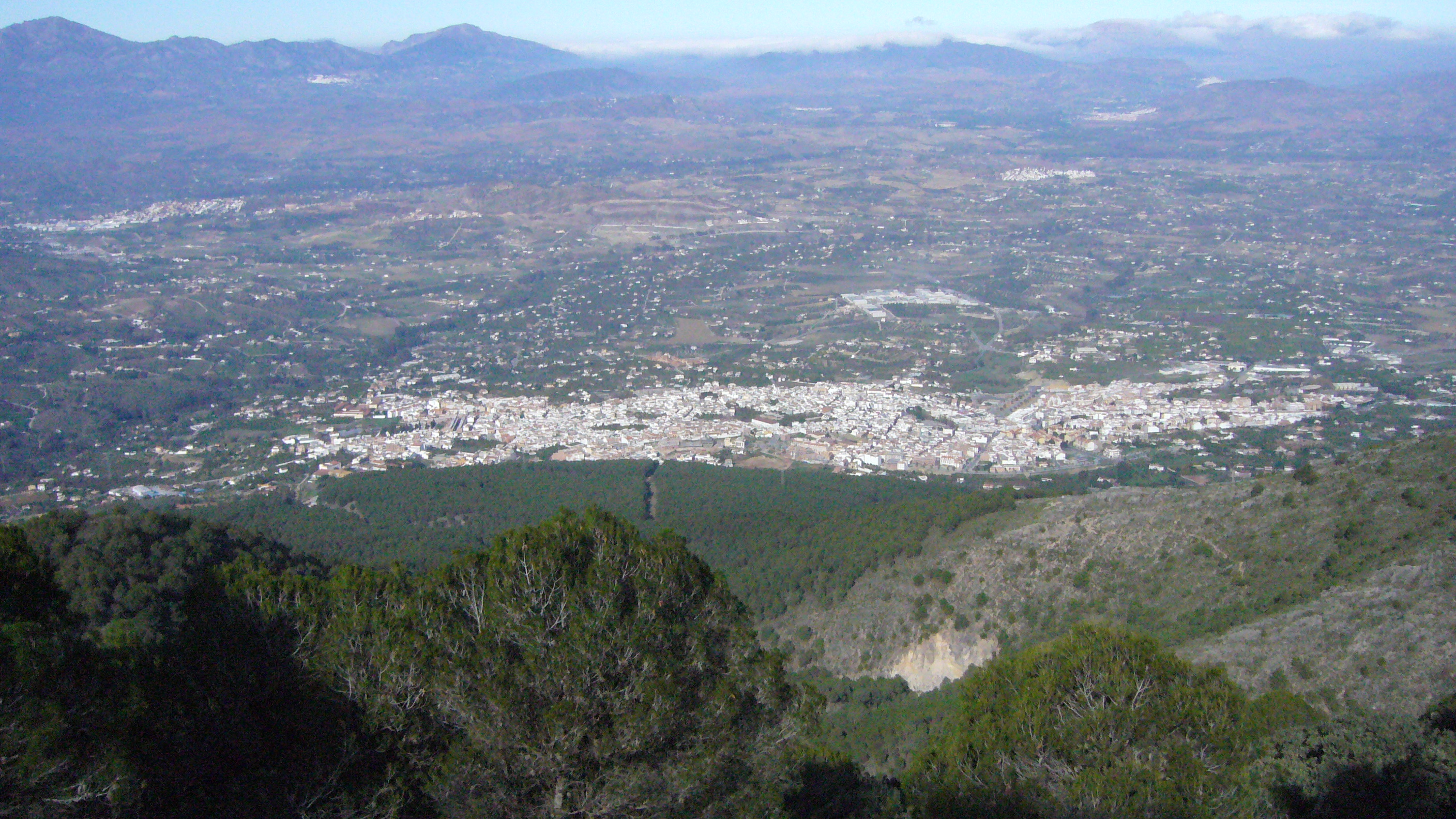
Alhaurín El Grande au premier plan. Villafranco en haut à droite.

Villafranco del Guadalhorce est une localité d'Alhaurín El Grande (Málaga) située à 10km au nord de la commune et enclavée au centre de la vallée du Guadalhorce. C'est l'un des derniers village de colonisation agraire de la période franquiste.

## Toponymie
Le toponyme «Villafranco du Guadalhorce» fait référence à Francisco Franco.

## Histoire

### Colonisation d'intérêt local
On ne sait que peu de choses sur qui existait au même lieu avant sa création. Villafranco del Guadalhorce a été fondé en 1968 par l'Institut National de Colonisation sur la base de la Loi des bases de la colonisation des grandes zones irrigables de 1939 et de celle de 1940 intitulée Loi de colonisation d'intérêt local. Il représente une des 300 communautés d'urbanisation nouvelle créées en conséquence de la colonisation agraire en Andalousie à l'instigation du gouvernement franquiste. Le hameau a été positionné sur un point stratégique, dominant la vallée et à partir de zéro. Un réseau hydrique fut créé jusqu'à son lieu d'établissement
Le but était de recréer de nouveaux noyaux de repeuplement en donnant aux "colons" un lopin de terre à cultiver, avec une maison et des entrepôts pour le grain et le bétail. La construction s'est effectuée en deux phases : la première dès le début avec l'établissement de maison de grande dimension pour l'époque, presque toutes avec des patios, et la seconde phase en 1970 avec l'équipement en construction agricoles. Créée d'abord comme une commune, elle a ensuite été rattachée à celle d'Alhaurin el Grande.
Il est situé au cœur de la comarque de la Vallée du Guadalhorce. Dans le village, depuis sa tour le panorama permet d'apercevoir tous les villages aux alentours et la vallée.

### Un nom en sursis?
L'avocat Eduardo Renz cherchait dans toute l'Espagne à faire respecter la Loi sur la mémoire historique qui suppose d'effacer toute trace du franquisme jusque dans les noms de rues ou de localités. Malgré cela, l'ex-colonie fêta ses cinquante années d'existence en novembre 2018 en pleine période polémique au niveau national sur le changement de nom des lieux inspirés du franquisme, Villafranco étant une des dernières à conserver son nom.
En 2020, Villafranco del Guadalhorce restait, avec Alberche del Caudillo (Toledo), Villafranco del Guadiana (Badajoz), Quintanilla de Onésimo (Valladolid), San Leonardo de Yagüe (Soria) et Guadiana del Caudillo (Badajoz), l'une des six dernières communes à ne pas avoir changé son nom franquiste.

## Population
Les habitants de Villafranco del Guadalhorce se dénomment villafranqueños. En 2018 il avait une population de 693 habitants.

## Fêtes et Foires
Le pèlerinage de Villafranco se célèbre le 1er mai au Río Grande. Cela commence avec la concentration de chars sur la place. Ensuite se célèbre la Messe Rociera en Honneur à la Patronne Mª Auxiliadora, que chante le Chœur Rociero Mª Auxiliadora. Une fois terminée la messe, la vierge est transportée sur un des chars pour aller vers le Río Grande. Le chemin se fait habituellement à pied, en char ou à cheval. Chaque participant marche en chantant, en dansant et en profitant au maximum.
Une fois dans la rivière, toutes les familles profitent de ce jour où se partagent la sangria fraîche à l'arrivée et plus tard la paella pour tous les participants.
Vers les huit heures le soir, se fait le tour du pèlerinage vers Villafranco. Une fois arrivé, le Pèlerinage se termine avec l'entrée de la Patronne Mª Auxiliadora, dans la Paroisse qui porte son nom.
La foire se situe le premier week-end de juillet. Sur la Plaza Mayor, s'installe la tente municipale, avec une animation comprenant des orchestres, des danses régionales et chants flamencos.
Au stade de foot, est habituellement placée la maisonnette(en général une tente) de la Jeunesse, aussi animée avec tout type de musiques.
La foire de jour est festive, le samedi se partagent les sardines et la bière et le dimanche sont distribués les churros.
Le dimanche, se clôture avec un feu d'artifice.

## Installations
Le village compte une école dénommée le CEIP Carmen Arévalo; une bibliothèque baptisée Mari Pepa Estrada; l'église Nuestra Señora Maria Auxiliadora, un salon-musée d'essai ; Chœur Rociero Mª Auxiliadora, un centre de personnes âgées et une salle des fêtes à usages multiples.
Dans le village, depuis sa tour le panorama permet d'apercevoir tous les villages aux alentours et la vallée.

## Travaux nécessaires
Villafranco del Guadalhorce a accès à l'autoroute de Campillos à Málaga ( À-357 ) par une route très resserée et dégradée. Elle est aussi reliée à la route Coín - Cártama ( À-355 ). Le village est séparé du centre de la commune Alhaurin El Grande par la rivière Fahala et près de 10km.
Très isolée du centre de Alhaurin El Grande et de Coín, le route reliant Villafranco du Guadalhorce avec Alhaurin le Grand doit être restaurée. L'accès vers la A355 est nécessaire pour Villafranco du Guadalhorce et pour Alhaurin El Grande puisque cet accès unit ces communes avec la A357 et améliorerait la communication avec Málaga.